# Cesarz Nihon-Ja
Cesarz Nihon-Ja (ang. The Emperor of Nihon-Ja) – dziesiąta książka z cyklu powieści fantasy Zwiadowcy, autorstwa australijskiego pisarza Johna Flanagana.

## Opis fabuły
Horace przepadł bez śladu. Od czasu, gdy został wysłany z misją na ziemie cesarza Nihon-Ja, minęły już miesiące. Brak jakichkolwiek wiadomości martwi nie tylko Evanlyn. Również Will i Alyss obawiają się najgorszego. Przyjaciele postanawiają opuścić Araluen i wyruszyć na egzotyczną wyprawę, by odkryć, jaki los stał się udziałem Horacego. Ku wielkiemu zdumieniu, odkrywają, że Horace zaangażował się w politykę Cesarstwa. Arogancki senshi Arisaka wystąpił przeciwko prawowitemu władcy i rycerz zdecydował się pozostać w dalekim kraju, by wspomóc obalonego cesarza. Teraz on i Will muszą wyszkolić ludzi do walki z zawodowymi, zaprawionymi w boju żołnierzami Senshi`ego. Odpowiedzialność za losy kraju spoczywa również na barkach Alyss i Evanlyn – we dwie wyruszają w niebezpieczną podróż, by szukać sprzymierzeńców wśród tajemniczych mieszkańców gór.